# Need for Speed: Underground 2
Need for Speed: Underground 2 è un videogioco di corse pubblicato e sviluppato da Electronic Arts. Messo in commercio nel 2004, è il seguito di Need for Speed: Underground, ed è parte della serie Need for Speed, disponibile per GameCube, PlayStation 2, PSP, Xbox, Nintendo DS, Game Boy Advance e PC. È stato realizzato agli studio EA Black Box, con sede a Vancouver.
Il gioco è basato sulle corse di auto clandestine, e consente la modifica di auto di serie per il raggiungimento di prestazioni estreme (tuning), riprendendo la trama di Need for Speed: Underground.
Rispetto al predecessore, Need for Speed: Underground 2 fornisce molte nuove caratteristiche, come i nuovi metodi nel selezionare le sfide, la modalità "esplorazione" all'interno di una grande città conosciuta come Bayview, e la possibilità di sfidare altre auto durante la modalità esplorazione. Underground 2 introduce anche tre SUV, che possono essere modificati quanto gli altri veicoli e utilizzati per le corse contro gli altri piloti di SUV. Brooke Burke è la voce di Rachel Teller, la persona che guida il giocatore nella storia.
La versione per PSP è Need for Speed: Underground Rivals.

## Modalità di gioco

### Circuito
Il Circuito è una corsa standard a due o più giri che si svolge su strade pubbliche (solitamente aperte anche al traffico). Il vincitore è il pilota che taglia per primo il traguardo. Solitamente partecipano quattro piloti, ma possono esserci variazioni. Può essere disputata anche in modalità eliminazione: in tal caso, l'ultimo pilota di ogni giro viene eliminato dalla corsa.

### Sprint
Lo Sprint è una variazione del Circuito nel quale bisogna seguire un percorso che va da un punto A ad un punto B. Si svolgono anch'essi su strade pubbliche, in presenza di traffico.

### Sparo
Uno Sparo si svolge su un tracciato prevalentemente rettilineo, che può essere ricavato da tratti di autostrada oppure da ampiee aree dismesse, come zone industriali o ex piste d'atterraggio dell'aeroporto. In questo tipo di gara la precisione nelle cambiate è fondamentale per vincere, così come la gestione oculata dell'N2O: per questo motivo l'HUD viene mostrato notevolmente ingrandito. Inoltre è necessario avere i riflessi pronti per schivare rapidamente le altre auto e gli ostacoli eventualmente presenti sul circuito: uno schianto a velocità sufficientemente elevata infatti significa distruggere il veicolo. Un altro modo per perdere la corsa è fondere il motore, circostanza che può avvenire se si viaggia troppo a lungo fuorigiri.

### Dérapage
Un Dérapage è una gara di drift su circuito chiuso e senza traffico; per ottenere punteggi elevati occorre derapare a lungo, ad alta velocità ed il più possibile radente ai muri. Concatenando varie derapate si ottiene un moltiplicatore di punti. In caso di collisione invece, la derapata corrente viene interrotta ed i punti accumulati con essa vengono azzerati. Così come nelle gare di drift reali, è conveniente utilizzare un'auto a trazione posteriore. Durante la gara non è possibile utilizzare il NOS.

### Dérapage in discesa
Questa nuova modalità chiamata Déparage in discesa, è concettualmente molto simile al classico Dérapage; tuttavia, anziché su un circuito chiuso si svolge su strade montane ricche di tornanti (in particolare sulle strade di Jackson Heights), in discesa ed aperte al traffico. Un'altra grande differenza è data dal fatto che la gara si svolge in manches separate per ogni pilota: dunque, il giocatore gareggia senza avversari sul tracciato ma deve però confrontarsi con i loro punteggi precedentemente ottenuti.

### Street X
Un'altra nuova modalità, le gare di Street X sono gare Circuito che si svolgono sui tracciati normalmente utilizzati per i Dérapage, gli stessi provenienti dal precedente capitolo. La scarsa lunghezza del tracciato e le curve molto strette impongono un approccio molto aggressivo. Anche qui non è possibile servirsi del NOS.

### URL
Le gare URL (Underground Racing League) sono dei tornei che si svolgono su circuiti privati sviluppati su due diversi terreni: un circuito standard di un autodromo e una pista d'atterraggio dell'aeroporto. Le regole sono le stesse della modalità Circuito, tuttavia le URL prevedono un più alto numero di avversari (solitamente sei) ed un sistema di punti attribuiti ai piloti in base ai propri piazzamenti. Vince il torneo chi detiene il punteggio più alto al termine dell'evento. Sono le gare economicamente più remunerative del gioco (sia per via del cospicuo premio in denaro in caso di vincita, sia perché sono un'importante "vetrina" per ottenere sponsorizzazioni), nonché le più lunghe ed impegnative.

### Evento speciale
Ogni volta che si completa un numero prestabilito di gare, nella mappa apparirà l'icona di una stella. In gran parte di questi eventi, la sfida consiste nell'arrivare a destinazione nel luogo indicato prima che il tempo scada. L'estetica dell'auto viene misurata tramite un sistema di valutazione a stelle (con un massimo di 10), e gioca un ruolo importante all'interno della modalità carriera. Sono presenti dei contest fotografici che consentono di far apparire l'auto sulla copertina di DVD o reali riviste automobilistiche specializzate nel Tuning.

### Inseguimento
Girovagando per la città si incontreranno frequentemente altri street racers, con i quali è possibile ingaggiare un Inseguimento estemporaneo. Il percorso è assolutamente libero e viene deciso dall'auto in testa; per vincere occorre distanziare l'avversario di almeno 300 metri. A seconda del proprio stile di guida e della propria auto, le tattiche migliori sono due: sfruttare il traffico ed i vicoli per rallentare l'avversario, oppure entrare in autostrada e spingere al massimo confidando nelle prestazioni della propria vettura. Il premio in denaro ottenuto in caso di vittoria è modesto, tuttavia sconfiggendo un buon numero di avversari si acquista rispetto e con esso la possibilità di installare sulla propria auto componenti unici.
Questa tipologia di gara è disponibile solo in modalità multiplayer o LAN. È del tutto simile a Sfida ma estende il numero di partecipanti a più giocatori.

### Tuning
Ciascuna auto può essere modificata quasi interamente, sia dal punto di vista prestazionale che dal punto di vista estetico.
I kit di modifica sono acquistabili presso appositi negozi sparsi all'interno della città, e sono installabili singolarmente.
Dal punto di vista prestazionale gli elementi installabili appartengono alle seguenti categorie: motore, centralina, trasmissione, sospensioni, gomme, turbo, kit di alleggerimento del peso. Inoltre è possibile installare una bombola di protossido di azoto (Nitrous), utilizzabile nel corso delle gare. Oltre all'incremento di prestazioni legato all'installazione di pezzi elaborati, è possibile accedere ad una officina che consente di settare le auto regolando vari parametri come la risposta del motore, i rapporti del cambio, rigidità ed altezza delle sospensioni, aerodinamica, etc.
Dal punto di vista estetico è possibile modificare i seguenti elementi: colore e tipo di vernice, adesivi (vinili), colore fari anteriori, colore vetratura, specchietti retrovisori, paraurti (anteriore e posteriore), minigonne, kit di ribassamento, neon (vano motore, sottoscocca, bagagliaio), forma dei fari (anteriori e posteriori), scarichi, cerchioni (e relativi rotori), alettoni, bodykit, elementi nel bagagliaio (schermi lcd, casse, bombole N2O), apertura sportelli modificata, sospensioni idrauliche, e perfino il tipo di spruzzo dei gas di scarico. Sono anche presenti elementi e bodykit in carbonio.

Alcuni pezzi unici possono essere ottenuti solo completando delle sfide nel corso della carriera.
Nella versione per Nintendo DS, i giocatori possono disegnare "etichette" per abbellire ogni veicolo del gioco.

## Zone
La città di Bayview presenta 5 diverse zone da sbloccare man mano che si prosegue durante la modalità storia.
| Livello | Zona             | Eventi generali | Eventi sponsor | Eventi URL | Copertine DVD |
| ------- | ---------------- | --------------- | -------------- | ---------- | ------------- |
| 1       | Centro cittadino | 5               | 0              | 0          | 0             |
| 2       | Beacon Hill      | 10              | 3              | 3          | 1             |
| 3       | Jackson Heights  | 20              | 3              | 5          | 2             |
| 4       | Coal Harbor East | 30              | 3              | 7          | 3             |
| 5       | Coal Harbor West | 35              | 3              | 9          | 4             |

## Automobili
Come nell'episodio precedente, Underground 2 offre veicoli simili da comperare e modificare, la maggior parte dei quali consiste in modelli asiatici, con un considerevole numero di modelli europei e americani. Inoltre, Underground 2 è l'unico gioco nella serie Need for Speed finora che offre tre SUV come veicoli da guidare, che possono essere molto modificati come le loro controparti più compatte. Un totale di 29 modelli di veicoli è disponibile, ma la versione PAL del gioco offre in più due auto europee. Esiste però una modifica amatoriale creata da El Presy & Pawel per NFSNetwork.it che permette di avere tutte le auto sotto elencate. Le macchine comparse su Underground 2 sono le seguenti:
- Acura RSX Type S (solo per il Nord America)
- Audi A3
- Audi TT
- Cadillac Escalade
- Ford Focus ZX3
- Ford Mustang GT
- Honda Civic Si (solo per il Nord America)
- Hummer H2
- Hyundai Tiburon
- Infiniti G35 Coupe
- Lexus IS 300
- Lincoln Navigator
- Mazda MX-5
- Mazda RX-7
- Mazda RX-8
- Mitsubishi 3000GT VR-4
- Mitsubishi Eclipse GSX
- Mitsubishi Lancer Evolution VIII
- Nissan 240SX
- Nissan 350Z
- Nissan Sentra SE-R Spec-V
- Nissan Skyline GT-R (R34)
- Vauxhall/Opel Corsa (solo PAL)
- Peugeot 106 (solo PAL)
- Peugeot 206 GTI
- Pontiac GTO
- Subaru Impreza WRX STi
- Toyota Celica
- Toyota Corolla (AE86)
- Toyota Supra
- Volkswagen Golf GTI[2]

## Colonna sonora
1. Snoop Dogg featuring The Doors - "Riders On The Storm (Fredwreck Remix)"
2. Capone - "I Need Speed"
3. Chingy - "I Do"
4. Sly Boogy - "That'z My Name"
5. Xzibit - "LAX"
6. Terror Squad - "Lean Back"
7. Fluke - "Switch/Twitch"
8. Christopher Lawrence - "Rush Hour"
9. Felix da Housecat - "Rocket Ride (Soulwax Remix)"
10. Sin - "Hard EBM"
11. Adam Freeland - "Mind Killer (Jagz Kooner Remix)"
12. Paul van Dyk - "Nothing But You (Cirrus Remix)"
13. Sonic Animation - "E-Ville"
14. Killing Joke - "The Death & Resurrection Show"
15. Rise Against - "Give it All"
16. Killradio - "Scavenger"
17. The Bronx - "Notice of Eviction"
18. Ministry - "No W"
19. Queens of the Stone Age - "In My Head"
20. Mudvayne - "Determined"
21. Septembre - "I am Weightless"
22. Helmet - "Crashing Foreign Cars"
23. Cirrus - "Back on a Mission"
24. Spiderbait - "Black Betty"
25. Skindred - "Nobody"
26. Snapcase - "Skeptic"
27. Unwritten Law - "The Celebration Song"
28. Atmosphere - "The Keys to Life vs. 15 Minutes of Fame"[3] (Presente solo nella versione beta)

## Accoglienza
La rivista Play Generation diede alla versione per PlayStation 2 un punteggio di 87/100, trovando che i giochi di corse in generale tendono a "invecchiare" presto, difatti la grafica risulta superata, ma il suo carisma e l'emozione risultano ancora intatti.